# Tonight I need your kiss
「Tonight I need your kiss」（トゥナイト・アイ・ニード・ユア・キッス）は、1998年9月9日発売の甲斐よしひろ13thシングル。

## 概要
東芝EMIからSMEJ Associated Recordsへ移籍後初のシングルで、小室哲哉プロデュース第一弾としてリリースされた。
1999年に発売されたCD-BOX『HIGHWAY 25』に収録されている。

## 制作
本作をコラボレーションのテーマとしての軸がハッキリしていたため、甲斐から小室との作品の第一弾にする旨を出した。
小室から歌詞のテーマとして「届きそうで届かない世界」をリクエストされた。甲斐はそれを「喪失感」と解釈して書き、小室も「大丈夫」と言って全く直さなかった。甲斐は「メロディがテーマを雄弁に語っていたから、理解するには十分だった」「今までに無かった1990年代のAORになったと思う」と振り返っている。

## 収録曲
- 全作詞：甲斐よしひろ、作曲・編曲：小室哲哉

1. Tonight I need your kiss
2. Tonight I need your kiss 〜Summer Groove MIX〜
Mix & Remix by Keith "KC" Cohen
Additional Production by George Black
  - トランスの要素を混在させた[1]。
3. Tonight I need your kiss 〜TV MIX〜